# Supercoppa d'Islanda 2010
La Meistarakeppni karla 2010 è  stata la 39ª edizione di tale competizione. Si è disputata il 4 maggio 2010 a Kópavogur. La sfida ha visto contrapposte l'FH Hafnarfjörður, vincitore del campionato e il Breiðablik trionfatore nella coppa nazionale.
Ad aggiudicarsi il trofeo è stato l'FH Hafnarfjörður per la quarta volta nella sua storia, la seconda consecutiva.

## Tabellino
| Arbitro: | Valgeir Valgeirsson |

|                 |           |  |
| Guðmundsson 52’ | Marcatori |  |